# Шабанов, Владимир Макарович
Влади́мир Мака́рович Шаба́нов (4 августа 1919, Юзовка — 18 июня 1994, Кривой Рог, Днепропетровская область) — советский военный, старший воздушный стрелок-радист 187-го гвардейского штурмового авиационного полка (12-я гвардейская штурмовая авиационная дивизия, 5-я воздушная армия, 2-й Украинский фронт), гвардии старшина — на момент представления к награждению орденом Славы 1-й степени. Участник Великой Отечественной войны, полный кавалер Ордена Славы.

## Биография
Родился 4 августа 1919 года в Юзовке в семье рабочего. Русский. Окончил 7 классов. Работал электрослесарем на металлургическом заводе.
В 1939 году был призван в Красную армию Сталинозаводским райвоенкоматом города Сталино (Донецк). Службу проходил в кавалерийских частях. Участник похода советских войск в Западную Украину и Западную Белоруссию 1939 года.
В боях Великой Отечественной войны с первых дней войны. Участвовал в оборонительных боях у западной границы, отступал с боями, попал в окружение. Под городом Могилёв группа бойцов, в которой был Шабанов, соединилась с подвижными железнодорожными мастерскими, с которыми вышли к своим. Продолжал службу в мастерских, после нескольких рапортов был направлен в учебную часть. Получил специальность воздушного стрелка.
В апреле 1943 года вернулся на фронт. Был зачислен воздушным стрелком самолета Ил-2 в 568-й (с октября 1944 года — 187-й гвардейский) штурмовой авиационный полк. В составе этой части прошёл до конца войны. Воевал на Калининском, Западном и 2-м Украинском фронтах. Первый боевой вылет совершил в экипаже замполита полка майора Михаила Ивановича Касимова. В воздушных боях приходилось работать за двоих, организовывать оборону не только своего самолёта, но и соседей, часть самолётов в полку были ещё одноместными. К июню 1944 года сержант Шабанов совершил 30 боевых вылетов, участвовал в 9 воздушных боях с истребителями противника, в группе сбил один Focke-Wulf Fw 190 Würger. Получил первую боевую награду — орден Отечественной войны 1-й степени.
Осенью 1944 года полк участвовал в Будапештской операции. К декабрю 1944 года гвардии старшина Шабанов довёл счёт боевых вылетов до 56. 23 октября в воздушном бою в районе города Хатван (Венгрия) в групповом бою сбил истребитель Focke-Wulf Fw 190 Würger. 22 декабря во время вылета на разведку севернее города Будапешт оперативно передавал пилоту данные об обнаруженных целях — скоплениях живой силы и техники противника. Приказом по частям 13-й гвардейской штурмовой дивизии (№ 1/н) от 23 января 1945 года гвардии старшина Шабанов Владимир Макарович награждён орденом Славы 3-й степени.
В дальнейших боях на территории Венгрии к концу января 1945 года произвёл ещё 35 боевых вылетов, из них 14 в район города Будапешт. Только 2, 3 и 16 января 1945 года совершал в день 4-5 боевых вылетов. Так, 2 января произвёл четыре успешных боевых вылета по уничтожению окружённой группировки в городе Будапешт. В третьем вылете, поддерживал по радио связь со своим командиром, наблюдая и докладывая результаты работы всей группы.
На 2-м Украинском фронте ввёл в строй четырёх воздушных стрелков. Приказом по войскам 5-й воздушной армии (№ 55/н) от 12 апреля 1945 года гвардии старшина Шабанов Владимир Макарович награждён орденом Славы 2-й степени.
К победному маю 1945 года совершил ещё 62 вылета, всего за годы войны произвёл 153 боевых вылета. В мае 1945 года был представлен к награждению орденом Славы 1-й степени. Последний боевой вылет совершил в небе Австрии.
Участник Парада Победы на Красной площади в Москве 24 июня 1945 года. После войны продолжал службу в армии. Указом Президиума Верховного Совета СССР от 15 мая 1946 года гвардии старшина Шабанов Владимир Макарович награждён орденом Славы 1-й степени. Стал полным кавалером ордена Славы. В марте 1947 года был демобилизован.
Вернулся на родину. Жил и работал в городе Горловка Донецкой области, затем в городе Кривой Рог Днепропетровской области. Работал слесарем на заводе «Криворожсталь».

## Награды
- Дважды орден Отечественной войны 1-й степени (22.06.1944, 11.03.1985);
- Орден Славы 1-й (15.05.1946), 2-й (12.04.1945) и 3-й (23.01.1945) степеней;
- медали.